# Xantusia extorris
Xantusia extorris (дуранзька нічна ящірка) — вид сцинкоподібних ящірок родини нічних ящірок (Xantusiidae). Ендемік Мексики.

## Поширення і екологія
Дуранзькі нічні ящірки мешкають у південній частині пустелі Чіуауа на сході штату Дуранго, за деякими свідченнями також в Сакатекасі і Коауїлі. Вони живуть в пустельних районах, порослих юкою і агавою. Живородні.